# Novoangarszk
Novoangarszk (oroszul: Новоангарск) városi jellegű település Oroszország ázsiai részén, a Krasznojarszki határterület Motiginói járásában, az Angara alsó folyásának partján. A Novoangarszki falusi község (сельское поселение) székhelye.
Népessége: 1307 fő (a 2010. évi népszámláláskor).

## Elhelyezkedése
1956-ban az Angara itteni szakaszának bal partján nagy cink- és ólomérc lelőhelyet fedeztek fel. Az ércet főként pirrhotin, galenit és szfalerit ásványok tartalmazzák. 1958 és 1963 között részletes geológiai és geodéziai feltárást végeztek a terepen, közben elkezdődött a település kiépítése. A geológiai kutatócsoport itteni szálláshelyét 1961-ben nevezték el Novoangarszknak. 
A település a Jenyiszej-hegyvonulat nyugati végénél, az Angara bal (déli) partján helyezkedik el, 38 km-re a jenyiszeji torkolattól. Az Alsó-Angarának ez a része gyéren lakott, a fő közlekedési utaktól távol eső vidék. Novoangarszk 82 km-re nyugatra van az Angarán fölfelé, a túlsó parton elterülő Motigino járási székhelytől, és épített út köti össze nyugaton, a torkolatnál fekvő Sztrelka településsel. A legközelebbi vasútállomás a Jenyiszej túlsó (bal) partján található Abalakovo faluban van, az Acsinszk–Leszoszibirszk vasútvonalon. (A Jenyiszejen át nincs híd; nyáron komp közlekedik, télen a befagyott folyón átkelőhelyet jelölnek ki). Nyáron a legfontosabb szállítási útvonal az Angara vízi útja.

## A település és a kombinát
Novoangarszktól 7 km-re (a torkolat felé) működik a Gorevói Kombinát, amelyhez a cink- és ólomérc lelőhely külfejtése és az ércdúsító üzem tartozik. Eredetileg a kombinát mellé épült a település is, de 1978-ban a folyón 7 km-rel följebb költöztették. Kiderült ugyanis, hogy a legnagyobb érckészletek a régi település alatt és az Angara vízszintjénél alacsonyabban húzódnak. Ezért a meder szélességét kb. egy km-rel csökkentő, félkör alakú gátat emeltek, amely védi a külfejtés területét az elárasztástól.
A kombinát a világ egyik legnagyobb kapacitású cink- és ólomérc feldolgozója. 2013-ban évi 2,4 millió tonna cink- és ólomércet dolgozott fel, és újabb lelőhelyek nyitásával a kapacitás további növelését tervezték. Végterméke ólom- illetve cinkkoncentrátum, melyet kínai és kazahsztáni üzemeknek értékesítenek. 